# International Encyclopedia of Human Geography
The International Encyclopedia of Human Geography ist ein 2009 bei Elsevier erschienenes akademisches Nachschlagewerk zum Thema Humangeographie. Die Chefherausgeber sind  Rob Kitchin und Nigel Thrift. Es enthält ein Vorwort von Mary Robinson. Die Enzyklopädie ist in einer gedruckten Ausgabe (12 Bände, 8250 Seiten) und in einer Onlineausgabe erschienen.

## Kontroverse
Die Enzyklopädie wurde noch vor ihrem Erscheinen zum Gegenstand einer Kontroverse, da ein Tochterunternehmen namens Spearhead Exhibitions von Elseviers Mutterkonzern Reed Elsevier  im Ausstellungswesen für die Rüstungsindustrie tätig war. Infolge einer Kampagne, die von der Mailingliste crit-geog-forum koordiniert wurde und auf einen wahrgenommenen Interessenkonflikt zwischen dem Waffenhandel und dem akademischen Verlagswesen abzielte, kündigte Reed Elsevier am 1. Juni 2007 an, sich in der zweiten Hälfte dieses Jahres aus der Rüstungsindustrie zurückzuziehen.

## Nachweise
1. ↑  https://www.jiscmail.ac.uk/cgi-bin/webadmin?A0=crit-geog-forum
2. ↑   Reed Elsevier confirms it will exit the defence industry shows (Memento des Originals vom 4. Dezember 2017 im Internet Archive), 4. Juni 2007. Abgerufen am 9. Oktober 2015  Info: Der Archivlink wurde automatisch eingesetzt und noch nicht geprüft. Bitte prüfe Original- und Archivlink gemäß Anleitung und entferne dann diesen Hinweis.
3. ↑   Chatterton, P. and Featherstone, D. (2007) Elsevier, critical geography, and the arms trade. Political Geography, 26, 3-7
4. ↑   Hammett, D. and Newsham, A. (2007)  Widening the ethical debate – Academia, activism and the arms trade.  Political Geography, 26, 10-12.
5. ↑   Kitchin, R. (2007) Elsevier, the arms trade, and the forms, means and ends of protest – a response to Chatterton and Featherstone.  Political Geography 26(5): 499-503